# وحش أدمي
وحش أدمي (الاسم العلمي: Dermotherium)،هو من الثدييات الأحفورية التي ترتبط ارتباطًا وثيقًا بالأدميات الأجنحة الحيّة، وهي مجموعة صغيرة من الثدييات الانزلاقية من جنوب شرق آسيا.